# Trou noir de Kerr-Newman
Pour les articles homonymes, voir Trou noir (homonymie).
En astronomie, un trou noir de Kerr-Newman est un trou noir de masse non nulle avec une charge électrique non nulle et un moment cinétique également non nul.

## Historique
Le trou noir de Kerr-Newman, (en anglais : Kerr-Newman black hole) est ainsi désigné en l'honneur du physicien Roy Kerr, découvreur de la solution de l'équation d'Einstein dans le cas d'un trou noir en rotation non chargé, et Ezra T. Newman, codécouvreur de la solution pour une charge non nulle, en 1965,,.
Le trou noir de Kerr-Newman est décrit par la métrique du même nom.

## Métrique de Kerr-Newman
La métrique de Kerr-Newmann est la plus simple des solutions de l'équation d'Einstein à décrire un espace-temps à quatre dimensions, stationnaire, axisymétrique et asymptotiquement plat, en présence d'un champ électromagnétique.
La métrique est une solution des équations d'Einstein-Maxwell,. Elles s'obtiennent à partir d'un principe variationnel, en ajoutant l'action de Maxwell à celle d'Einstein-Hilbert. Elles consistent en l'équation d'Einstein sans constante cosmologique et couplée avec les équations de Maxwell dans le vide.
En coordonnées de Boyer-Lindquist, la métrique s'écrit :
{\displaystyle \mathrm {d} s^{2}=-{\frac {\Delta }{\rho ^{2}}}\left(\mathrm {d} t-a\sin ^{2}\theta \,\mathrm {d} \phi \right)^{2}+{\frac {\sin ^{2}\theta }{\rho ^{2}}}\left[\left(r^{2}+a^{2}\right)\mathrm {d} \phi -a\,\mathrm {d} t\right]^{2}+{\frac {\rho ^{2}}{\Delta }}\mathrm {d} r^{2}+\rho ^{2}\mathrm {d} \theta ^{2}},,
où :
{\displaystyle \Delta \equiv r^{2}-{\frac {2GMr}{c^{2}}}+a^{2}+{\frac {GQ^{2}}{4\pi \epsilon _{0}c^{4}}}}
et, :
{\displaystyle \rho ^{2}\equiv r^{2}+a^{2}\cos ^{2}\theta }
{\displaystyle \Sigma =\left(r^{2}+a^{2}\right)^{2}-a^{2}\Delta \sin ^{2}\theta }
{\displaystyle \omega =a\left(r^{2}+a^{2}-\Delta \right)/\Sigma }
et finalement :
{\displaystyle a\equiv {\frac {J}{cM}}},
où {\displaystyle M} est la masse du trou noir, {\displaystyle J} est le moment cinétique et {\displaystyle Q} la charge électrique et où {\displaystyle c} est la vitesse de la lumière, {\displaystyle G} est la constante gravitationnelle et {\displaystyle \epsilon _{0}} est la permittivité du vide.
Ainsi, en coordonnées de Boyer-Lindquist, la métrique de Kerr-Newman peut s'écrire comme celle de Kerr, à savoir :
{\displaystyle \mathrm {d} s^{2}=-\alpha ^{2}c^{2}\mathrm {d} t^{2}+{\frac {\rho ^{2}}{\Delta }}\mathrm {d} r^{2}+\rho ^{2}\mathrm {d} \theta ^{2}+\varpi ^{2}\left(\mathrm {d} \phi -\omega \;c\mathrm {d} t\right)^{2}},
avec, :
{\displaystyle {\frac {g_{tt}g_{\phi \phi }-g_{t\phi }^{2}}{g_{\phi \phi }}}=-\alpha ^{2}=-{\frac {\rho ^{2}}{\Sigma ^{2}}}\Delta }
{\displaystyle {\frac {g_{\phi t}}{g_{\phi \phi }}}=\beta ^{\phi }=-\omega }
et, :
{\displaystyle g_{rr}={\frac {\rho ^{2}}{\Delta }}}
{\displaystyle g_{\theta \theta }=\rho ^{2}}
{\displaystyle g_{\phi \phi }=\varpi ^{2}={\frac {\Sigma ^{2}}{\rho ^{2}}}\sin ^{2}\theta }.

### Contrainte et cas extrémal
La métrique de Kerr-Newmann décrit un trou noir si et seulement si {\displaystyle M^{2}\geq Q^{2}+a^{2}}.
Le cas {\displaystyle M^{2}=Q^{2}+a^{2}} décrit un trou noir extrémal.

### Cas limites
Lorsque {\displaystyle M=Q=a=0}, la métrique de Kerr-Newmann se réduit à celle de Minkowski, mais dans des coordonnées sphéroïdales peu habituelles.
Avec {\displaystyle M\neq 0}, elle se réduit à la celle de Schwarzschild lorsque {\displaystyle Q=a=0},.
Avec {\displaystyle M\neq 0} et {\displaystyle Q\neq 0}, elle se réduit à celle de Reissner-Nordström lorsque {\displaystyle a=0},.
Avec {\displaystyle M\neq 0} et {\displaystyle a\neq 0}, elle se réduit à celle de Kerr lorsque {\displaystyle Q=0},.

### Extensions et généralisations
L'extension analytique maximale de la métrique de Kerr-Newnam a été étudiée par Robert H. Boyer (1932-1966) et Richard W. Lindquist ainsi que par Brandon Carter.
La métrique de Kerr-Newman est une solution exacte de l'équation d'Einstein en l'absence de constante cosmologique (c.-à-d. pour Λ = 0). Elle a été généralisée afin de prendre en compte la présence d'une constante cosmologique non nulle (Λ ≠ 0). La métrique obtenue est dite de Kerr-Newman-de Sitter pour une constante cosmologique strictement positive (Λ > 0) ; et de Kerr-Newman-anti de Sitter pour une constante cosmologique strictement négative (Λ < 0).

## Horizons
Un trou noir de Kerr-Newman a deux horizons : un horizon des événements et un horizon de Cauchy.
L'aire de l'horizon des événements d'un trou noir de Kerr-Newman est donnée par :
{\displaystyle A=4\pi \left(r_{+}^{2}+a^{2}\right)}.
La singularité d'un trou noir de Kerr-Newmann est une singularité en anneau,, consistant en une courbe fermée de genre temps, et de rayon {\displaystyle a} dans le plan équatorial {\displaystyle \theta =\pi /2}.

## Intérêts
Le résultat de Newmann représente la solution la plus générale de l'équation d'Einstein pour le cas d'un espace-temps stationnaire, axisymétrique, et asymptotiquement plat en présence d'un champ électrique en quatre dimensions. Bien que la métrique de Kerr-Newmann représente une généralisation de la métrique de Kerr, elle n'est pas considérée comme très importante en astrophysique puisque des trous noirs « réalistes » n'auraient généralement pas une charge électrique importante.

#### Publications originales
- [Newman et al. 1965] (en) E. T. Newman, W. E. Couch, K. Chinnapared, A. R. Exton, A. Prakash et R. Torrence, « Metric of a rotating, charged mass » [« Métrique d'une masse chargée en rotation »], J. Math. Phys., vol. 6, no 6,‎ juin 1965, art. no 10, p. 918-919 (DOI 10.1063/1.1704351, Bibcode 1965JMP.....6..918N, résumé, lire en ligne).

#### Ouvrages fondamentaux
- [Misner, Thorne et Wheeler 1973] (en) Ch. W. Misner, K. S. Thorne et J. A. Wheeler, Gravitation [« Gravitation »], San Francisco, W. H. Freeman, hors coll., 1973, 1re éd., 1 vol., XXVI-1279, ill., 26 cm (ISBN 0-7167-0334-3 et 0-7167-0344-0, EAN 9780716703440, OCLC 300307879, BNF 37391055, Bibcode 1973grav.book.....M, SUDOC 004830148, lire en ligne).
- [Stephani, Kramer, MacCallum et al. 2003] (en) H. Stephani, D. Kramer, M. A. H. MacCallum, C. Hoenselaers et E. Herlt, Exact solutions of Einstein's field equations [« Solutions exactes des équations du champ d'Einstein »], Cambridge et New York, CUP, coll. « Cambridge monographs on mathematical physics », mai 2003, 2e éd. (1re éd. 1980), 1 vol., XIX-701, ill., 26 cm (ISBN 978-0521-46702-5, EAN 9780521467025, OCLC 470528966, BNF 38966860, DOI 10.1017/CBO9780511535185, Bibcode 2003esef.book.....S, SUDOC 076433722, présentation en ligne, lire en ligne).

#### Manuels d'enseignement supérieur
- [Alcubierre 2008] (en) M. Alcubierre, Introduction to 3+1 numerical relativity [« Introduction à la relativité numérique 3+1 »], Oxford, OUP, coll. « International series of monographs on physics » (no 140), 10 avr. 2008, 1re éd., 1 vol., XIV-444, ill., 15,6 × 23,4 cm (ISBN 978-0-19-920567-7, EAN 9780199205677, OCLC 191929824, BNF 41423920, DOI 10.1093/acprof:oso/9780199205677.001.0001, présentation en ligne, lire en ligne).
- [Christensen et DeWitt 2011] S. M. Christensen (éd. et préf.) et B. S.  DeWitt, Bryce DeWitt's lectures on gravitation [« Notes de cours de Bryce DeWitt sur la gravitation »], Berlin et Heidelberg, Springer, coll. « Lecture notes in physics » (no 826), fév. 2011, 1re éd., 1 vol., XI-287, ill., 24 cm (ISBN 978-3-540-36909-7, EAN 9783540369097, OCLC 758838992, DOI 10.1007/978-3-540-36911-0, SUDOC 150843925, présentation en ligne, lire en ligne).
- [Ferrari, Gualtieri et Pani 2020] (en) Valeria Ferrari, Leonardo Gualtieri et Paolo Pani, General relativity and its applications : black holes, compact stars and gravitational waves [« La relativité générale et ses applications : trous noirs, étoiles compactes et ondes gravitationnelles »], Boca Raton, CRC, hors coll., décembre 2020, 1re éd., XVIII-475 p., 17,8 × 25,4 cm (ISBN 978-1-138-58977-3 et 978-0-367-62532-0, EAN 9781138589773, OCLC 1176323361, DOI 10.1201/9780429491405, Bibcode 2020grab.book.....F, S2CID 224954065, SUDOC 255050844, présentation en ligne, lire en ligne).
- [Frè 2012] (en) P. G. Frè, Gravity, a geometrical course [« Gravitation, un cours de géométrie »], t. 2 : Black holes, cosmology and introduction to supergravity [« Trous noirs, cosmologie et introduction à la supergravité »], Dordrecht, Springer, hors coll., oct. 2012, 1re éd., 1 vol., XX-452, ill., 24 cm (ISBN 978-94-007-5442-3 et 978-94-007-9885-4, EAN 9789400754423, OCLC 873547581, DOI 10.1007/978-94-007-5443-0, SUDOC 176959947, présentation en ligne, lire en ligne).
- [Frolov et Novikov 1998] (en) V. P. Frolov et I. P.  Novikov, Black hole physics : basic concepts and new developments [« Physique des trous noirs : concepts de base et nouveaux développements »], Dordrecht, Kluwer Academic, coll. « Fundamental theories of physics » (no 96), nov. 1998 (réimpr. déc. 2012), 1re éd., 1 vol., XXI-770, ill., 15,6 × 23,4 cm (ISBN 978-0-7923-5145-0 et 978-0-7923-5146-7, EAN 9780792351450, OCLC 468412249, BNF 37548037, DOI 10.1007/978-94-011-5139-9, Bibcode 1998bhp..book.....F, SUDOC 045222835, présentation en ligne, lire en ligne).
- [Hakim 2001] R. Hakim, Gravitation relativiste, Les Ulis et Paris, EDP Sciences et CNRS, coll. « Savoirs actuels / Astrophysique », juill. 2001, 2e éd. (1re éd. janv. 1994), 1 vol., XV-310, ill., 24 cm (ISBN 2-86883-370-5 et 2-271-05198-3, EAN 9782868833709, OCLC 50236119, SUDOC 060559675, présentation en ligne, lire en ligne).
- [Poisson 2004] (en) Eric Poisson, A relativist's toolkit : the mathematics of black-hole mechanics [« Une boîte à outils du relativiste : les mathématiques de la mécanique des trous noirs »], Cambridge, CUP, hors coll., mai 2004 (réimpr. décembre 2007), 1re éd., XVI-233 p., 18,1 × 25,5 cm (ISBN 978-0-521-83091-1 et 978-0-521-53780-3, EAN 9780521830911, OCLC 470120101, BNF 39965419, DOI 10.1017/CBO9780511606601, Bibcode 2004rtmb.book.....P, S2CID 269330259, SUDOC 083261842, présentation en ligne, lire en ligne  [PDF]).
- [Romero et Vila 2013] (en) G. E. Romero et G. S. Vila, Introduction to black hole astrophysics [« Introduction à l'astrophysique des trous noirs »], Heidelberg, Springer, coll. « Lecture notes in physics » (no 876), sept. 2013, 1re éd., 1 vol., XVIII-318, ill., 15,6 × 23,4 cm (ISBN 978-3-642-39595-6, EAN 9783642395956, OCLC 869343537, DOI 10.1007/978-3-642-39596-3, Bibcode 2014LNP...876.....R, SUDOC 175903727, présentation en ligne, lire en ligne).
- [Straumann 2012] (en) Norbert Straumann, General relativity [« Relativité générale »], Dordrecht, Springer, coll. « Graduate texts in physics », octobre 2012 (réimpr. novembre 2014), 2e éd. (1re éd. juillet 2004), XIX-735 p., 15,5 × 23,5 cm (ISBN 978-94-007-5409-6 et 978-94-007-9954-7, EAN 9789400754096, OCLC 836081472, DOI 10.1007/978-94-007-5410-2, Bibcode 2013gere.book.....S, S2CID 265844678, SUDOC 166828629, présentation en ligne, lire en ligne).
- [Thorne et Blandford 2021] (en) Kip S. Thorne et Roger D. Blandford, Relativity and cosmology [« Relativité et cosmologie »], Princeton et Oxford, PUP, coll. « Modern classical physics » (no 5), mai 2021, 1re éd., XXII p. et p. 1151-1544, 20,3 × 25,4 cm (ISBN 978-0-691-20739-1, EAN 9780691207391, OCLC 1259628386, Bibcode 2021rcv..book.....T, SUDOC 256442894, présentation en ligne, lire en ligne).

#### Ouvrages d'introduction
- [Damour 2005] Th. Damour, « Relativité générale », dans A. Aspect, F. Bouchet, É. Brunet et al. (av.-prop. de M. Leduc et M. Le Bellac), Einstein aujourd'hui, Les Ulis et Paris, EDP Sciences et CNRS, coll. « Savoirs actuels / Physique », janv. 2005, 1re éd., 1 vol., VIII-417, ill., 24 cm (ISBN 2-86883-768-9 et 2-271-06311-6, EAN 9782868837684, OCLC 61336564, BNF 39916190, SUDOC 083929657, présentation en ligne, lire en ligne), chap. 6, p. 267-380.
- [Riazuelo 2018] A. Riazuelo (préf. de R. Lehoucq), Les trous noirs : à la poursuite de l'invisible, Bruxelles, De Boeck Sup., coll. « Sciences et plus », fév. 2018, 2e éd. (1re éd. sept. 2016), 1 vol., XIV-223, ill., 21 cm (ISBN 978-2-8073-1558-7, EAN 9782807315587, OCLC 1024316433, SUDOC 224520024, présentation en ligne, lire en ligne).
- [Rovelli 2022] Carlo Rovelli (trad. de l'anglais par Marc Lachièze-Rey), Relativité générale : l'essentiel : idées, cadre conceptuel, trous noirs, ondes gravitationnelles, cosmologie et éléments [« General relativity : the essentials »], Malakoff, Dunod, coll. « Quai des sciences », septembre 2022, 1re éd., 201 p., 14 × 21,5 cm (ISBN 978-2-10-084203-2, EAN 9782100842032, OCLC 1346096071, BNF 47119408, SUDOC 264438132, présentation en ligne, lire en ligne).

#### Études
- [Baez 2021] (en) John C. Baez, « Struggles with the continuum », dans Mathieu Anel et Gabriel Catren (éd. et introduction), New spaces in physics : formal and conceptual reflections, t. II, Cambridge, CUP, hors coll., avril 2021, 1re éd., VIII-428 p., 15,7 × 23,5 cm (ISBN 978-1-108-49062-7 et 978-1-108-85436-8, EAN 9781108490627, OCLC 1259435580, DOI 10.1017/9781108854399, SUDOC 25595185X, présentation en ligne, lire en ligne), IIIe partie, chap. 6, p. 281-326.
- [Calmet 2015] (en) X. Calmet, « Fundamental physics with black holes », dans X. Calmet (éd.), Quantum aspects of black holes [« Aspects quantiques des trous noirs »], Cham, Springer, coll. « Fundamental theories of physics » (no 178), 14 janv. 2015, 1re éd., 1 vol., XI-322, ill., 15,6 × 23,4 cm (ISBN 978-3-319-10851-3 et 978-3-319-35475-0, OCLC 910099374, DOI 10.1007/978-3-319-10852-0, SUDOC 185668828, présentation en ligne, lire en ligne), chap. 1er, p. 1-26.
- [Chandrasekhar 1986] (en) S. Chandrasekhar, « Karl Schwarzschild lecture : the aesthetic base of the general theory of relativity », Mitteilungen der Astronomischen Gesellschaft, vol. 67,‎ 1986, p. 19-49 (Bibcode 1986MitAG..67...19C, lire en ligne). .
- [Léauté 1977] B. Léauté, « Électromagnétisme dans l'espace-temps de Kerr », Ann. Inst. Henri-Poincaré, sect. A : phys. théor., vol. XXVII, no 2,‎ 1977, art. no 3, p. 167-173 (lire en ligne).
- [Pugliese et Quevedo 2024] (en) Daniela Pugliese et Hernando Quevedo, « Naked singularities and black hole Killing horizons », dans Daniele Malafarina et Pankaj S. Joshi (éd.), New frontiers in gravitational collapse and spacetime singularities, Singapour, Springer, coll. « Springer series in astrophysics and cosmology », mai 2024 (réimpr. mai 2025), 1re éd., X-373 p., 15,6 × 23,4 cm (ISBN 978-981-97-1171-0 et 978-981-97-1174-1, EAN 9789819711710, OCLC 1419249529, DOI 10.1007/978-981-97-1172-7, S2CID 269536915, SUDOC 278966225, présentation en ligne, lire en ligne), chap. 12, p. 337-373.
- [Veselý et Žofka 2019] J. Veselý et M. Žofka, « Electrogeodesics and extremal horizons in Kerr-Newman-(anti-)de Sitter », dans S. Cacciatori, B. Güneysu et S. Pigola (éd.), Einstein equations : physical and mathematical aspects of general relativity [« Équations d'Einstein : aspects physiques et mathématiques de la relativité générale »], Bâle, Birkhäuser, coll. « Tutorials, schools, and workshops in the mathematical sciences », déc. 2019, 1re éd., 1 vol., XIV-357, ill., 15,5 × 23,5 cm (ISBN 978-3-030-18060-7, OCLC 1130998197, DOI 10.1007/978-3-030-18061-4, présentation en ligne, lire en ligne), p. 313-332.

#### Dictionnaires et encyclopédies
- [Taillet, Villain et Febvre 2013] R. Taillet, L. Villain et P. Febvre, Dictionnaire de physique, Bruxelles, De Boeck Sup., hors coll., fév. 2013 (réimpr. fév. 2015), 3e éd. (1re éd. mai 2008), 1 vol., X-899, ill., 24 cm (ISBN 978-2-8041-7554-2, EAN 9782804175542, BNF 43541671, SUDOC 167932349, lire en ligne), s.v.trou noir de Kerr-Newman, p. 700, col. 1.